# Cyphura pardata
Cyphura pardata är en fjärilsart som beskrevs av Warren. Cyphura pardata ingår i släktet Cyphura och familjen Uraniidae. Inga underarter finns listade i Catalogue of Life.